# Срібник
Срі́бник або срібляник — наукова назва перших срібних монет, які карбувалися у Київській державі наприкінці X — на початку XI ст. Нумізмати назвали її терміном «Повісті временних літ» (згадується під 1115 роком).
Срібляники випускалися від імені київських князів Володимира Святославича, його синів Ярослава Мудрого і Святополка Окаянного.
Перші срібляники, так само, як златники, були карбовані київським князем Володимиром Святославичем у зв'язку із запровадженням християнства на Русі близько 990 року і одруженням його з візантійською принцесою Анною. Руські майстри виготовляли срібляники за зразком візантійського міліарісія, водночас срібляники оригінальні за технікою: їх карбували, на відміну від міліарісія, на литих кружках.
У процесі виробництва срібників використовувалося срібло арабських монет. Карбування власних монет було викликане, з одного боку, браком срібних монет, що пояснюється скороченням обсягів надходження арабських дирхемів, з іншого — намаганням київських князів зміцнити міжнародний авторитет Київської Русі шляхом карбування власної монети. Окрему групу становлять монети тмутороканського князя Олега-Михайла, які випускалися бл. 1070 року.

## Історія знайдення давньоруських монет

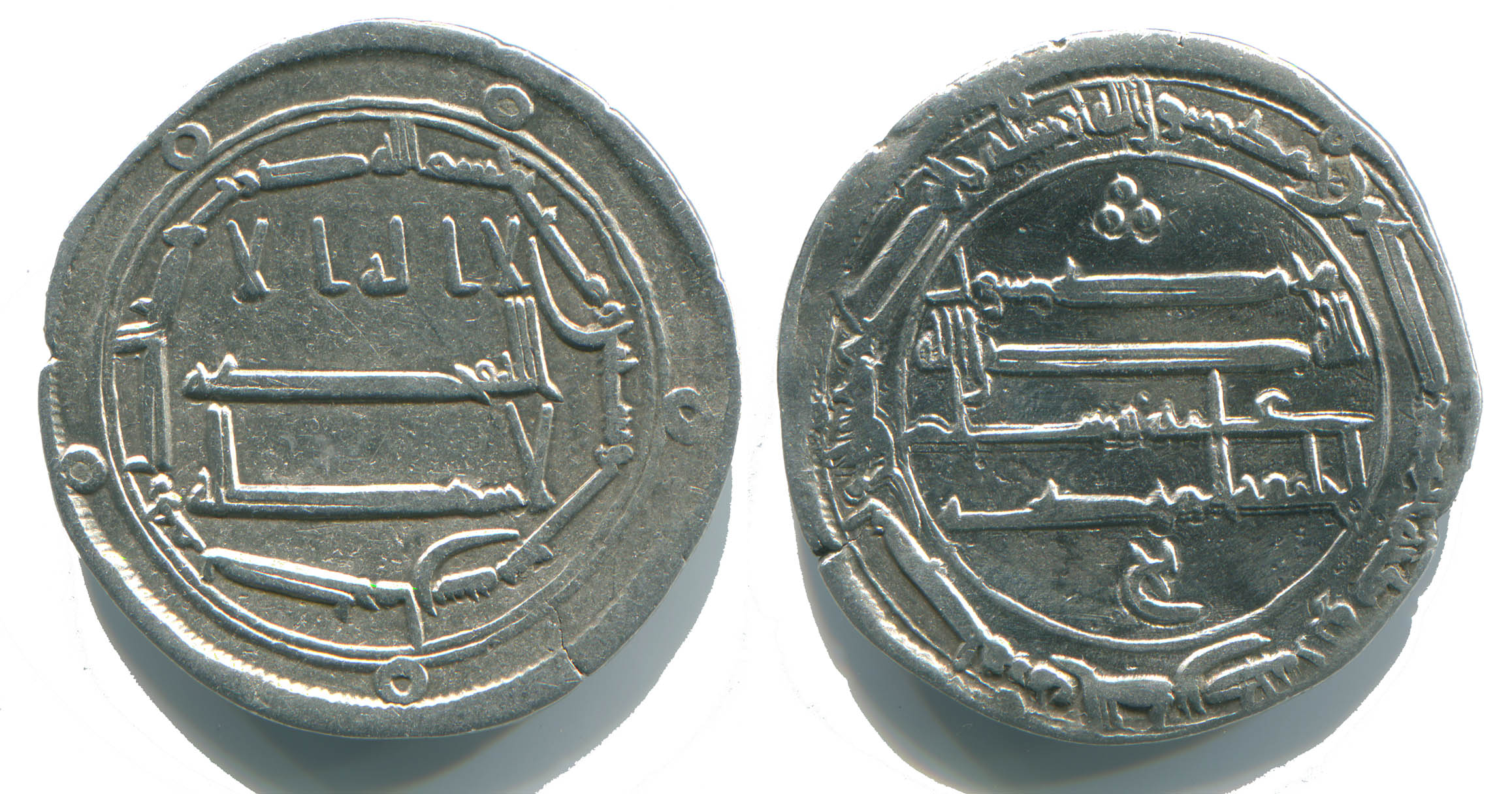
Арабський дирхем. З таких монет виготовлялись срібники

До XVIII ст. про давньоруські монети нічого не було відомо. Нумізмати тих часів гіпотетично підтверджували існування таких монет посилаючись на запис в Іпатському літописі про перенесення у 1115 р. мощей св. Бориса та Гліба, під час якого в натовп розкидували «срібляники».
У 1796 році київський аптекар Г. Ф. Бунге купив загадкову золоту монету у солдата, яку йому передала мати як талісман. Згодом виявилось, що ця монета — володимирів златник.
У 1815 році неподалік Борисполя знайшли срібну монету, яку ідентифікували як давньоруську і назвали «срібником», посилаючись на літописну згадку і приписували князю Володимиру Мономаху. Проте були і опоненти такої думки; нумізмат Я. Рейхель вважав, що знайдені монети відносяться до балканських слов'ян.
Лише після знахідки 1852 року Ніжинського скарбу, було остаточно встановлено належність монет до Київської Русі. Під час робіт на полі в околицях Ніжина хлопчик знайшов горщик з 200 срібними монетами. Спершу він віддав їх волосному писарю, який почав торгувати монетами, замість того, щоб здати державі. Монети так би і пропали, якби на них не звернув увагу професор Ніжинського ліцею М. Тулов. Зібравши кілька монет, він відправив їх у Київ. У Ніжин зразу ж виїхав професор історії та зберігач мінц-кабінету Київського університету Яків Волошинський. Вивчивши знахідку, він дійшов висновку, що монети — князівські срібляники, виготовлені у Києві за князювання Володимира Великого (X століття) і Новгороді Великому за князювання Ярослава Мудрого (тобто до 1015 року). Скарб було передано в Ермітаж.
У 1876 р. під час будівельних робіт на Вознесенському спуску у Києві, знайшли іще 120 монет.
Всього в музейних зібраннях зібрано до 400 монет. Проте час від часу поодинокі монети знаходять шукачі скарбів.

## Монети Володимира Святославовича

Срібник Володимира Великого (1й тип)

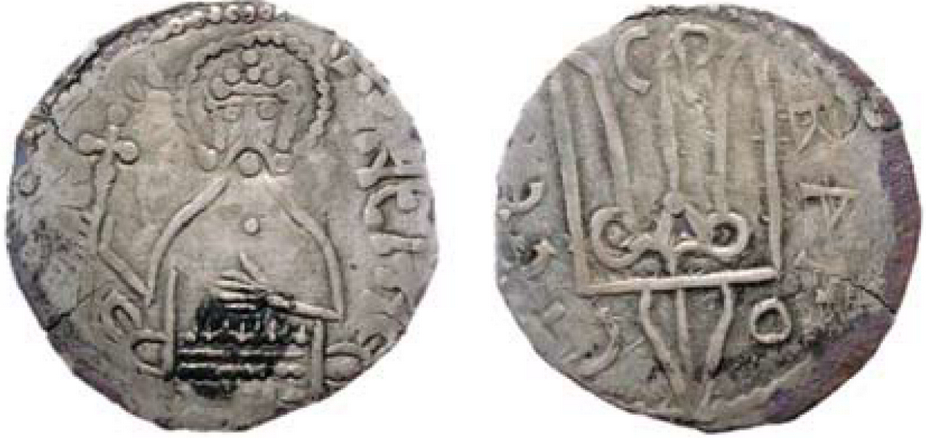
Срібник Володимира Великого (2-й тип)

Срібники перших випусків переважно повторювали тип візантійських монет (лицевий бік — зображення князя, зворотний — Ісуса Христа). Навколо портретного зображення князя вміщувалась легенда «Володимир на столі (престолі) — а се його срібло (злато)».
Існує чотири типи срібляників Володимира, за типом штемпелів. На реверсі срібників першого типу зображено Христа-Пантократора, а на аверсі — погруддя князя, справа від нього вміщено тризуб. В написах на монетах часто зустрічаються грубі помилки, що вказує на ранні роки випуску монет (одразу після хрещення Русі) — ще не було освічених майстрів.
На срібниках другого типу з'явилось зображення великого тризуба на все поле монети. На звороті — поясне зображення Володимира у кольчузі і хрестом в руці.
Срібники третього типу вважаються найкрасивішими з Володимирових монет. На них князя зобразили сидячи на троні, а помилки в текстах майже не зустрічаються.
На срібниках четвертого типу князь сидить на низькому пуфі, які були популярні в арабських країнах, а на звороті — тризуб із хрестом посереднині.

## Монети Святополка Володимировича Окаянного
Після смерті Володимира Святославовича у 1015 р., його сини Святополк і Ярослав розпочали боротьбу за великокнязіський престол. Першим у 1016 році Київ посів Святополк, і для утвердження свого статусу він наказав карбувати нові монети.
До нашого часу не дійшло жодної монети в хорошому стані, всі відомі срібники Святополка — затерті пальцями, іноді до втрати більшої частини зображення. Тим не менш, на монетах Святополка можна роздивитись двозуб, замість тризуба. Поява на монетах нетипової тамги пояснюеться гіпотезою про те, що Святополк — син Ярополка — старшого сина великого князя Святослава Ігоровича, який використовував двозуб як власний символ. На аверсі більшості монет зображено князя, але відомі також монети із зображенням апостола Петра (патрон князя).

## Монети Ярослава Володимировича

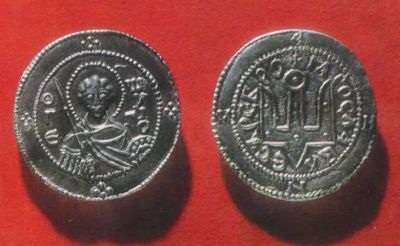
Срібник Ярослава Мудрого

Коли Ярослав Володимирович у 1016 році програв у боротьбі за київський престол, він повернувся до Новгорода, збирати нове військо. Тут він і розпочав власний випуск монет, аби ідеологічно довести свої права на велике князівство.
Зовнішній вигляд срібників Ярослава Мудрого відрізняється від монет, які карбували Володимир та Святополк. На срібниках Ярослава Мудрого на аверсі замість Христа зображено святого Юрія (Георгія) Змієборця (патрон князя). Обабіч напис: «ОГЕ ОРГІО» (святий Георгій). На реверсі викарбовано особистий знак його батька, Володимира Святославовича, тризуб, із колом на вершині середнього стрижня. По периметру зроблені написи: «Ярославлє сребро» без слів «на столі» й «AMHN» (амінь) хрестоподібно між двома точковими обідками.
Усі відомі монети відрізняються бездоганною збереженістю. Дослідники відзначають, що ці монети виготовляв професійний майстер, добре освічений. Особливості напису слова «сребро» північною вимовою вказує на походження майстра з Новгорода.

## Монети тьмутороканських князів і їх намісників

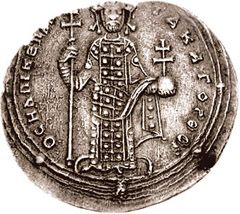
Візантійський міліарісій. Схожі монети виготовляли в Тьмуторокані для торгівлі з грецькими містами Криму.

До ХХ ст. про ці монети нічого не було відомо. Перші знахідки були зроблені археологами у 20-30х роках ХХ ст. на місці руїн Тмуторокані. Пізніше такіж монети виявилися у приватних колекціях і були знайдені на Таманському півострові.
Тмутороканські монети значно відрізняються від київських і новгородських. Якщо монети Володимира Великого і його синів імітують великі візантійські та арабські монети, то тьмутороканські схожі на дрібні візантійські монети. Окрім унікальних шести монет Тьмуторокані, відомі місцеві імітації візантійських міліарісіїв. Ймовірно їх робили для торгівлі в грецьких містах Криму.
Щодо 6 унікальних монет. На одному боці цих срібників вміщено зображення архангела Михаїла, на зворотному — напис: «Господи, допоможи Михайлові». Під час карбування срібників кружки монет не вирізалися із пластин (як для візантійських та арабських монет), а були литими. Срібники, які поступалися за кількістю та якістю металу перед грецькими і арабськими монетами, не відігравали помітної ролі у грошовому обігу Київської Русі.
Ці монети карбувались за наказом князя Олега (Михайла) Святославовича Чернігівського, який у 2 п. ХІ ст. намагався посісти київський престол.
Також відомі кілька монет тьмутороканського посадника Ратибора із зображенням святого Климента, але всі вони недоступні для детального дослідження, так як знаходяться у приватних колекціях.

## Тисячоліття монетного карбування в Києві

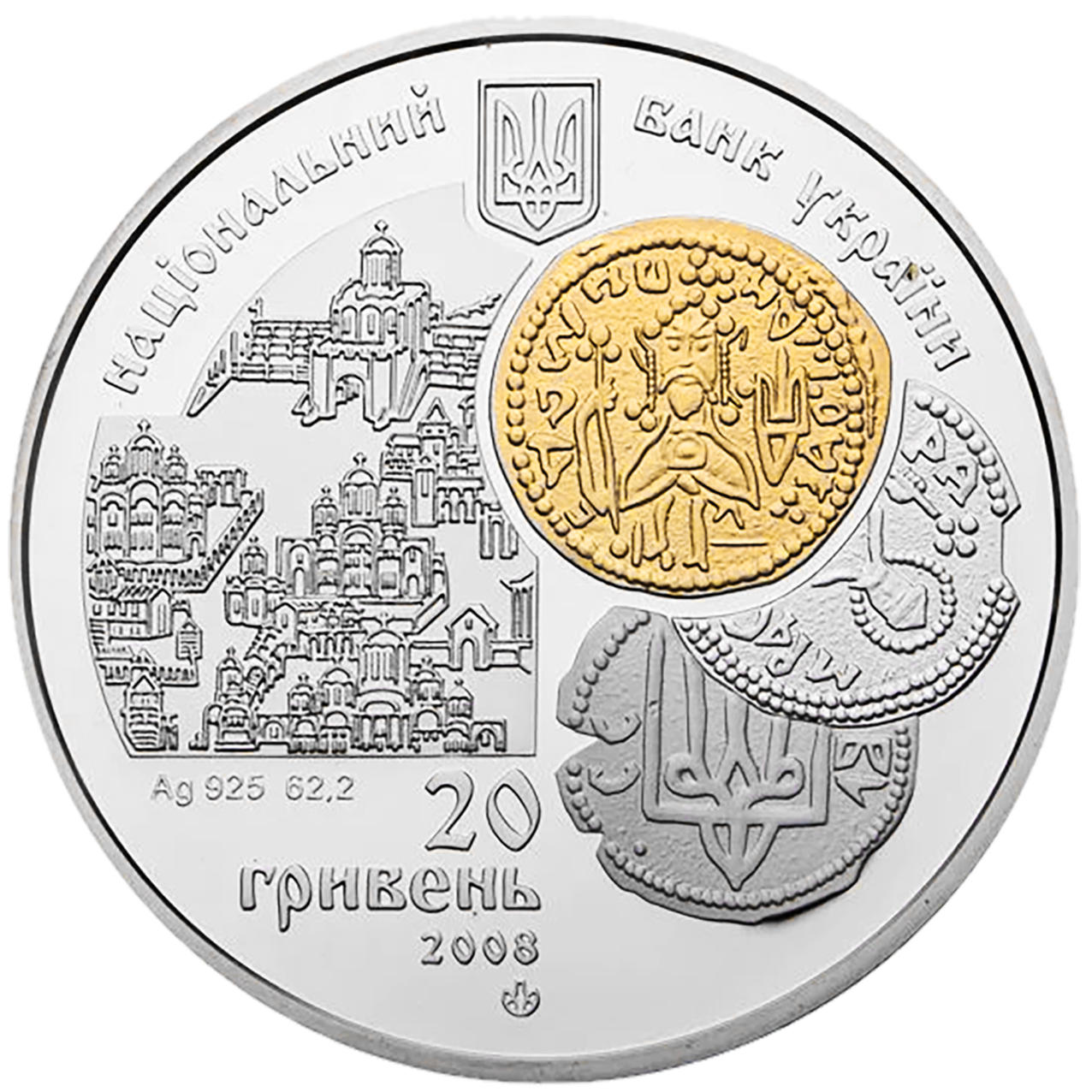
Срібники на сучасній українській срібній монеті

5 листопада 2008 року в Україні ввели в обіг срібну монету «Тисячоліття монетного карбування в Києві», присвячену першому карбуванню золотих і срібних монет Київської Русі наприкінці Х — на початку ХІ ст. Срібники Володимира Великого зображені на аверсі монети.